# Southampton Football Club 2019-2020
Questa voce raccoglie le informazioni riguardanti il Southampton Football Club nelle competizioni ufficiali della stagione 2019-2020.

## Maglie e sponsor
| Casa | Trasferta | Terza divisa |

Sponsor ufficiale: LD Sports
Fornitore tecnico: Under Armour

## Organico

### Rosa
Rosa e numerazione sono aggiornate al 15 febbraio 2020.
| N. |                        | Ruolo | Calciatore         |
| -- | ---------------------- | ----- | ------------------ |
| 1  | Inghilterra (bandiera) | P     | Alex McCarthy      |
| 4  | Danimarca (bandiera)   | D     | Jannik Vestergaard |
| 5  | Inghilterra (bandiera) | D     | Jack Stephens      |
| 7  | Irlanda (bandiera)     | A     | Shane Long         |
| 9  | Inghilterra (bandiera) | A     | Danny Ings         |
| 10 | Inghilterra (bandiera) | A     | Che Adams          |
| 12 | Mali (bandiera)        | C     | Moussa Djenepo     |
| 14 | Spagna (bandiera)      | C     | Oriol Romeu        |
| 16 | Inghilterra (bandiera) | C     | James Ward-Prowse  |
| 17 | Scozia (bandiera)      | C     | Stuart Armstrong   |
| 19 | Marocco (bandiera)     | C     | Sofiane Boufal     |
| 20 | Irlanda (bandiera)     | A     | Michael Obafemi    |

| N. |                        | Ruolo | Calciatore            |
| -- | ---------------------- | ----- | --------------------- |
| 21 | Inghilterra (bandiera) | D     | Ryan Bertrand         |
| 22 | Inghilterra (bandiera) | C     | Nathan Redmond        |
| 23 | Danimarca (bandiera)   | C     | Pierre-Emile Højbjerg |
| 24 | Inghilterra (bandiera) | C     | Kyle Walker-Peters    |
| 27 | Irlanda (bandiera)     | C     | Will Smallbone        |
| 28 | Inghilterra (bandiera) | P     | Angus Gunn            |
| 29 | Inghilterra (bandiera) | D     | Jake Vokins           |
| 35 | Polonia (bandiera)     | D     | Jan Bednarek          |
| 38 | Austria (bandiera)     | D     | Kevin Danso           |
| 41 | Inghilterra (bandiera) | P     | Harry Lewis           |
| 43 | Francia (bandiera)     | D     | Yan Valery            |
| 45 | Inghilterra (bandiera) | C     | Sam McQueen           |

### Staff tecnico
Tratto dal sito ufficiale
- Ralph Hasenhüttl - Allenatore
- Kelvin Davis - Vice allenatore
- David Watson - Vice allenatore
- Richard Kitzbichler - Vice allenatore
- Andrew Sparkes - Preparatore dei portieri
- Craig Fleming - Collaboratore tecnico
- Alek Gross - Preparatore atletico